# بحيرة لادوغا
بحيرة لادوغا (بالروسية: Ладожское озеро، بالفنلندية: Laatokka) هي أكبر بحيرة في أوروبا، تقع في كاريليا ولينينغراد أوبلاست، في شمال غرب روسيا بالقرب من حدود فنلندا.
مساحتها 17700 كم2 (حوالي 6800 ميل مربع). بها ما يقارب 660 جزيرة، مساحتها ككل 435 كم2، أغلبها يقع بالقرب من الساحل الشمالي الغربي للبحيرة. من أشهر الجزر التي بها أرخبيل فالام. تتفرغ البحيرة في خليج فنلندا في بحر البلطيق عبر نهر نيفا.
مساحة حوض البحيرة 276000 كم2. يتضمن الحوض 50000 بحيرة 3500 نهر أطول من 10 كيلومترات. حوالي 85% من الماء يتدفق من ثلاثة فروع:
- نهر سفير من بحيرة أونيغا (جنوب الشرق)
- نهر فوكسي من بحيرة سايما في فنلندا (الغرب)
- نهر أولهافا من بحيرة إلمين (الجنوب)

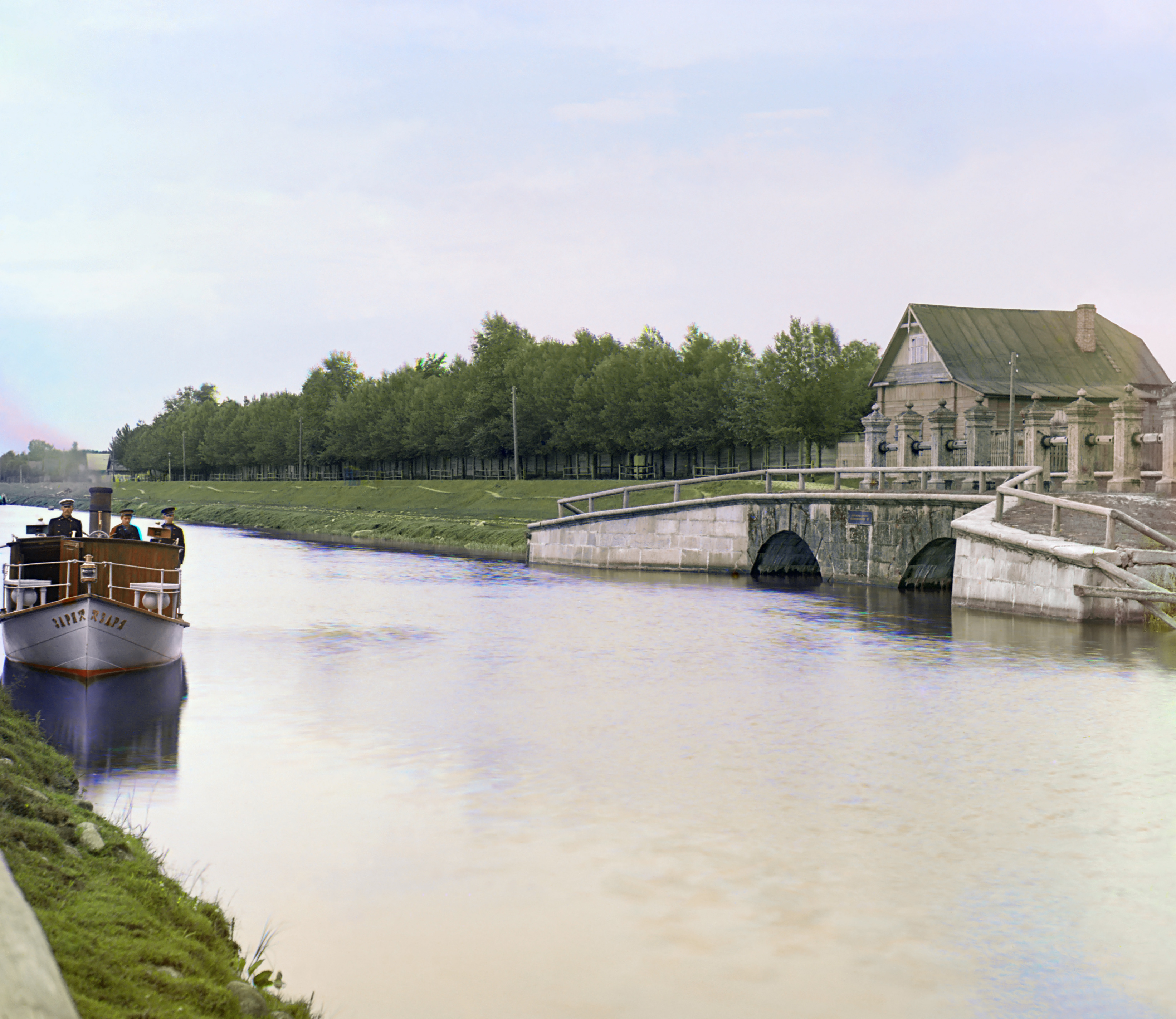
بحيرة لادوغا